# Golden (álbum de Romeo Santos)
Golden es el tercer álbum de estudio del cantautor estadounidense Romeo Santos. Fue lanzado al mercado por Sony Music Latin el 21 de julio de 2017. Contó con las participaciones del disc-jockey estadounidense Swizz Beatz, el cantautor dominicano Juan Luis Guerra, el cantante puertorriqueño de reguetón Ozuna, el reggaetonero estadounidense de origen puertorriqueño y dominicano Nicky Jam, el reggaetonero boricua Daddy Yankee, el tenor lírico español Julio Iglesias y la cantante y compositora canadiense Jessie Reyez.

## Promoción

### Sencillos
El 10 de febrero de 2017, se estrenó Héroe Favorito, el primer sencillo del disco. Su vídeo oficial fue rodado en Los Ángeles, dirigido por Marc Klasfeld y estrenado el 14 de febrero de 2017. Cuenta con la participación de la actriz y modelo estadounidense Génesis Rodríguez. Cuenta la historia de un chofer de autos (Santos) enamorado de su clienta la cual sus padres hicieron arreglos con otro hombre que no le interesa y él confiesa que quisiera ser su "Héroe Favorito" para salvarla. Imitadora, el segundo sencillo del disco, fue estrenado el 23 de junio de 2017. El videoclip fue estrenado el 18 de julio de 2017 en el que participa la modelo y presentadora colombiana Jéssica Cediel. Una trama tipo thriller policial en la que Romeo es un agente que es engañado por su novia. Trata de los sentimientos del cantantes como si estuviera con la impostora de la mujer que él ama. Como no la logra reconocer debido a sus acciones, le hace preguntas capciosas para que confirme su identidad.
Bella y Sensual fue estrenado el 27 de octubre de 2017 como el tercer sencillo. El audiovisual fue rodado entre el 23 y 24 de octubre en la Ciudad de Nueva York, dirigido por Jessy Terrero y estrenado el 24 de noviembre de 2017. Es la típica historia en la que Romeo, Daddy Yankee y Nicky Jam se ven seducidos por unas coquetas mujeres en un ambiente urbano. El 14 de febrero de 2018 se estrenó Sobredosis como el cuarto sencillo del disco. En el vídeo que es una historia llena de pasión y erotismo, Romeo y Ozuna van a terapia por su gran adicción al sexo y sus experiencias aumentan aún más la temperatura. El 11 de julio de 2018 se estrenó Carmín, el quinto sencillo en colaboración con Juan Luis Guerra. El videoclip fue filmado en un castillo en las afueras de Nueva York. El sexto y último sencillo es Centavito, que fue estrenado el 21 de julio de 2018, en el cumpleaños del cantante y al mismo tiempo en el aniversario del lanzamiento del disco. El vídeo oficial fue rodado en Ciudad de México y en las playas de Acapulco, dirigido por Joaquín Cambre y protagonizado por la actriz y modelo argentina Eva De Dominici.

## Lista de canciones
Todas las canciones escritas y compuestas por Romeo Santos. 
| N.º | Título                                             | Duración |  |
| 1.  | «Golden Intro»                                     | 2:00     |  |
| 2.  | «Tuyo»                                             | 3:38     |  |
| 3.  | «Perjurio»                                         | 3:33     |  |
| 4.  | «Premio» (feat. Swizz Beatz)                       | 3:40     |  |
| 5.  | «Carmín» (feat. Juan Luis Guerra)                  | 3:28     |  |
| 6.  | «Centavito»                                        | 4:22     |  |
| 7.  | «Sobredosis» (feat. Ozuna)                         | 3:18     |  |
| 8.  | «El Papel, Part. 1 (Versión Amante)»               | 3:38     |  |
| 9.  | «El Papel, Part. 2 (Versión Marido)»               | 4:41     |  |
| 10. | «Bella y Sensual» (feat. Nicky Jam & Daddy Yankee) | 3:24     |  |
| 11. | «Doble Filo»                                       | 3:58     |  |
| 12. | «Ay Bendito»                                       | 3:54     |  |
| 13. | «Héroe Favorito»                                   | 3:59     |  |
| 14. | «El Amigo» (feat. Julio Iglesias)                  | 3:34     |  |
| 15. | «Reina de Papi»                                    | 3:57     |  |
| 16. | «Imitadora»                                        | 3:54     |  |
| 17. | «Un Vuelo A La» (feat. Jessie Reyez)               | 3:22     |  |
| 18. | «Sin Filtro»                                       | 3:09     |  |

## Posicionamiento en listas
| Listas (2017)     | Mejor posición |
| ----------------- | -------------- |
| Argentina (CAPIF) | 1              |

## Certificaciones
| País   | Organismo certificador | Certificación | Ventas certificadas | Ref.  |
| ------ | ---------------------- | ------------- | ------------------- | ----- |
| España | PROMUSICAE             | Platino       | 40 000              | [ 5 ] |
| México | AMPROFON               | Platino       | 60 000              | [ 6 ] |